# Jane Kaberuka
Jane Alison Kaberuka (sinh năm 1956) là một nhà văn hư cấu về tiểu thuyết và tự truyện, và cũng là một công chức cao cấp người Uganda.

## Nghề nghiệp
Giáo dục của Kaberuka đã chuẩn bị cho bà nghề giảng dạy môn khoa học, nhưng vào năm 1987, cuộc đời bà thay đổi khi bà bị thương nặng trong một tai nạn xe hơi. Sau khi điều trị dài hạn, bà đã có thể đi bộ, bất chấp những nỗi sợ hãi vĩnh viễn ban đầu, và bà cảm thấy Thiên Chúa đã đóng một phần trong sự chữa lành của bà. Sự kiện này dẫn đến công việc viết tự truyện của bà mang tên Có phải Đức Chúa Trời đã quên tôi? Cuốn sách bao gồm các chữ bà đã ghi lại hoặc đánh máy bằng một ngón tay để cho con của bà đọc khi chúng trưởng thành.
Cuốn sách tiếp theo của bà là cuốn sách It's Natural Darling, một cuốn sách về cuộc sống của người phụ nữ, được kể bởi một người mẹ hư cấu mong muốn bà đã chuẩn bị cho con gái mình tốt hơn cho sự khởi đầu của kinh nguyệt. Một lưu ý của tác giả nhận xét về sự thiếu hụt các cuộc thảo luận về tình dục ngay cả giữa các thành viên trong gia đình.
Kaberuka quyết định yêu cầu một chức vụ chống tham nhũng trong văn phòng Tổng Thanh tra Chính phủ. Bà cũng từng là chuyên mục cho một tờ báo từ năm 1992 đến 1994.
Năm 1999, bà xuất bản cuốn tiểu thuyết Silent Patience mà bắt đầu bằng một cuộc hôn nhân sắp xếp. Nó đưa ra "câu hỏi về một số giá trị xã hội truyền thống của Uganda" [6] và xem xét "sự phân biệt giới tính" trong thế kỷ XX ở Đông Phi. Cuốn sách này được xuất bản bởi Femrite, một tổ chức khuyến khích các nhà văn nữ Uganda.
Tác phẩm Cherished Grass Widow xuất hiện vào năm 2003. Cuốn tiểu thuyết này khám phá những khó khăn mà phụ nữ có thể phải đối mặt trong hôn nhân và thách thức việc thực hành đa thê tại Uganda.